# Abadzéjskaya
Abadzéjskaya (en ruso: Абадзе́хская; en adigué: Абдзэхэхьабл) es una stanitsa del raión de Maikop de la república de Adiguesia, en Rusia. Está situada en la orilla derecha del Bélaya, junto a la desembocadura del pequeño afluente Fiunta (Fiunt, Fiuntv). La stanitsa está situada 28 km al sur de Maikop y 14 km al sur de Tulski. Contaba con 3 623 habitantes en 2010.
Es cabeza del municipio Abadzéjskoye, al que pertenecen asimismo Vesioli, Novosvobodnaya, Pervomaiski y Sevastopolskaya.

## Historia

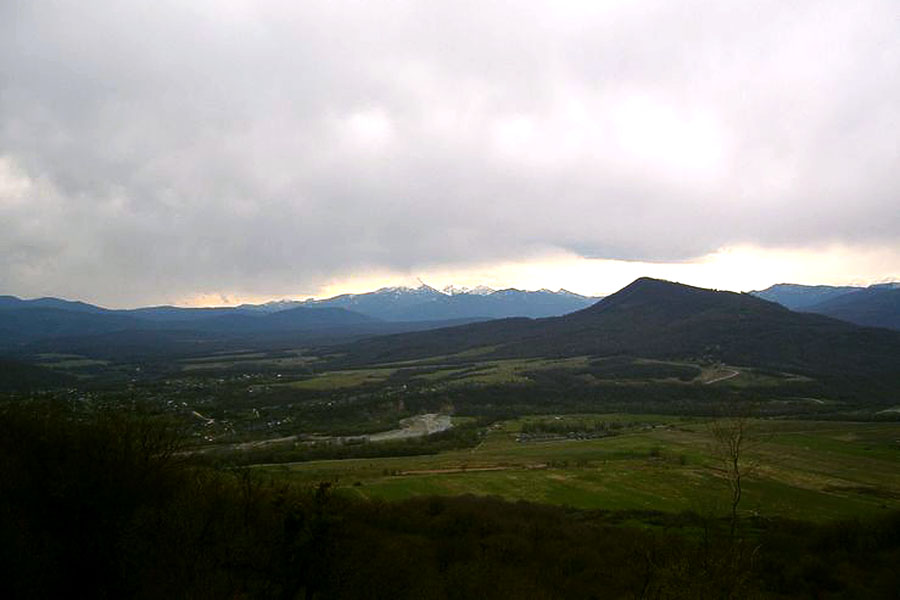
Vista de la localidad.

La stanitsa fue fundada en 1862 por cosacos de Kubán en tierras capturadas a los abadzeji (Абадзехи), una de las subetnias adiguesas. Formaba parte de la línea avanzada de operaciones militares rusas de la Guerra del Cáucaso. Antes de la formación de la autonomía adigué la stanitsa formaba parte del raión Maikopski del óblast de Kubán.

## Nacionalidades
De los 4 008 habitantes con que contaba en 2002, el 85.7 % era de etnia rusa, el 5.5 % era de etnia armenia, el 2.9 % era de etnia ucraniana, el 0.4 % era de etnia adigué y el 0.3 % era de etnia kurda.

## Transporte
Está cerca de una estación (Km 54) en la línea ferroviaria Maikop - Jadzhoj (Kamennomostski), emplazada en la orilla opuesta del río, en la aldea de Pervomaiski, unida a la stanitsa por un puente.

## Entorno natural
Abadzjéskaya está rodeada de bosques de montaña foliáceos (roble, carpe, fresno, arce).